# Nicolae Barbelian
Nicolae Barbelian a fost un operator de cinema, director de imagine, regizor și actor român.
A debutat în cinematograful ambulant în anul 1911. Realizează în perioada 1912-1944 numeroase scurtmetraje, filme de actualități și documentare. Colaborează la realizarea câtorva filme de ficțiune. Din 1940 lucrează la Oficiul Național al Cinematografiei.

## Filmografie

### Operator
- 1914-1915 – Joffre la Mizil (r. Pierre d'Allick); Din viața lui Păcală (r. Ludovic Ressel)
- 1921 – Ecaterina Teodoroiu (r. N. Barbelian, L. Ressel)
- 1924 – Milionar pentru o zi (r. Jean Georgescu)
- 1925 – Năbădăile Cleopatrei (r. Ion Șahighian); Datorie și sacrificiu (r. I. Șahighian)
- 1926 – Iadeș (r. Horia Igiroșanu)
- 1928 – Obiceiuri populare românești (r. Mihail Vulpescu)
- 1929 – Drăguș, viața unui sat românesc (r. Paul Sterian, Nicolae Argintescu-Amza)

## Legături externe
- http://www.cinemagia.ro/actori/nicolae-barbelian-61206/
- http://www.imdb.com/name/nm0053332/
- https://infrasunete.eu/dictionar-cinematografic-nicolae-barbelian/